# Dingalan
Dingalan ist eine philippinische Stadtgemeinde in der Provinz Aurora. 

## Geographie
Dingalan liegt etwa 183 Kilometer nordwestlich von Manila im Sierra Madre Gebirge am Pazifischen Ozean. In Dingalan gibt es einige Höhlen, wovon die Lamao Höhle die bekannteste ist. 

### Nachbargemeinden
Die Stadtgemeinde grenzt im Norden an San Luis in der Provinz Aurora, im Westen an Gabaldon und General Tinio in der Provinz Nueva Ecija und Doña Remedios Trinidad in der Provinz Bulacan, im Süden an General Nakar in der Provinz Quezon und im Osten an den Pazifischen Ozean.

### Gliederung der Stadtgemeinde
Südlich des Hauptortes liegen die Baranggays Aplaya, Cabog, Matawe, Ibona und Umiray. Das erste Baranggay nördlich des Hauptortes ist Paltic. Alle Baranggays liegen a der Küste mit Ausnahme eines Baranggays, das in den Bergen liegt. Die gesamte Stadtgemeinde ist bergig. Der Fluss Umiray bildet die Grenze zur Provinz Quezon.

## Geschichte
Dingalan wurde 1962 selbstständige Stadtgemeinde. Die tropischen Stürme Violeta, Winnie und Yoyong vom 30. November bis 3. Dezember 2004 führten zu schweren Zerstörungen und vielen Toten. Die Stadtgemeinde profitierte von den Hilfsanstrengungen von einigen christlichen Gruppen, von La Salle Greenhills und dem philippinischen Roten Kreuz.

## Baranggays
Dingalan ist politisch unterteilt in elf Baranggays.
- Aplaya
- Butas Na Bato
- Cabog (Matawe)
- Caragsacan
- Davildavilan
- Dikapanikian
- Ibona
- Paltic
- Poblacion
- Tanawan
- Umiray (Malamig)